# 2015-ös ádeni rakétatámadás
A 2015. októberi ádeni rakétatámadás október 6-án történt, mikor több támadó is célpontba vette a miniszterelnök-helyettesnek és miniszterelnöknek szállást adó Qasr Hotelt. Ezen felül itt volt az Arab Koalíció és a jemeni hadsereg Hádihoz hű részének a nemhivatalos központja. Bár a jemeni közlekedésügyi miniszter, Badr Basalma először a hútikat gyanúsította a támadás előkészítésével, azért a felelősséget az ISIL vállalta magára.